# Echymipera rufescens
L'echimipera dal naso lungo (Echymipera rufescens (Peters & Doria, 1875)), detta anche bandicoot spinoso dal naso lungo, è un marsupiale dell'ordine dei Peramelemorfi. Questo abitante delle foreste pluviali ha un areale molto esteso: è infatti diffuso sulle isole di Misool e Yapen e nelle Isole Aru e Kai (tutte quante appartenenti all'Indonesia); in tutta la Nuova Guinea (sia nella parte indonesiana che in Papua Nuova Guinea); nelle Isole D'Entrecasteaux (Goodenough, Fergusson e Normanby) e, verso sud, nella Penisola di Capo York, in Queensland (Australia). È possibile incontrarla dal livello del mare fino a 2100 m di altitudine, sebbene raramente oltrepassi i 1200 m. In Queensland vive dal livello del mare fino agli 800 m.